# بوصير كأسي
البوصير الكأسي (باللاتينية: Verbascum calycinum) نوع نباتي يتبع جنس البوصير من الفصيلة الغدبية.

## الموئل والانتشار
موطنه المغرب العربي.